# Rivière Umiruup
La rivière Umiruup est affluent de la Rivière Talluup faisant partie du bassin versant de la baie d'Hudson. La rivière Umiruup coule dans le territoire non-organisé de la Baie-d'Hudson, dans la péninsule d'Ungava, dans la région administrative du Nord-du-Québec, au Québec, au Canada.

## Géographie
Les bassins versants voisins de la rivière Umiruup sont :
- côté nord : rivière Guichaud, détroit d'Hudson ;
- côté est : rivière Foucault ;
- côté sud : rivière Kovik ;
- côté ouest : rivière Talluup, rivière Derville.

La partie supérieure de la rivière est située au sud du bassin versant de la rivière Guichaud qui coule vers l'est pour se déverser sur la rive ouest du Fjord de Salluit. Le petit lac de tête (altitude : 395 m) de la rivière Umiruup est situé à 16,7 km au sud-ouest de l'embouchure de la rivière Guichaud, à 29,81 km au sud-ouest du village nordique de Salluit et à 17,0 km au sud-ouest de la rivière Foucault.
La rivière Umiruup coule d'abord vers l'ouest en traversant le lac Gastrin, puis vers le sud, plus ou moins en parallèle à sa jumelle la rivière Talluup qui est située plus à l'ouest. Généralement, la distance entre les deux rivières varie entre 2,8 km (partie inférieure) à 8,3 km (partie intermédiaire) ; la distance entre les rivières s'accroit dans la partie supérieure. Dans son cours vers le sud, la rivière Umiruup traverse le lac Amarurtuup (longueur : 5,8 km ; altitude : 182 m) sur sa pleine longueur, dans le sens nord-sud.
L'embouchure de la rivière Umiruup se déverse sur la rive nord du lac Ikkarujaaq ; ce dernier se déverse à son tour vers le sud, sur la rive nord de la rivière Kovik à 46,6 km en amont de l'embouchure de cette dernière sur le littoral est de la baie d'Hudson, à 22,5 km en amont de l'embouchure de la rivière Durouvray et à 5,3 km en amont de l'embouchure de la rivière Talluup.

## Toponymie
Le toponyme rivière Umiruup a été officialisé le 25 juin 1987 à la Commission de toponymie du Québec.